# Johannes Oppenheimer
Johannes Oppenheimer (* 10. Juli 1918 in Thorn; † 13. Januar 2007) war ein deutscher Jurist und Vizepräsident des Bundesverwaltungsgerichts.

## Leben
Oppenheimer wurde durch die Nürnberger Gesetze und der Verfolgung unter den Nationalsozialisten zunächst gehindert zu studieren. Nach dem Zweiten Weltkrieg studierte er dann Jura und schloss die juristische Ausbildung 1952 mit dem Zweiten Juristischen Staatsexamen ab. Er trat hiernach in die Verwaltungsgerichtsbarkeit Nordrhein-Westfalens ein und war zunächst am Verwaltungsgericht Düsseldorf tätig. 1959 wurde er Richter am Oberverwaltungsgericht für das Land Nordrhein-Westfalen und Januar 1963 Richter am Bundesverwaltungsgericht. Kurz gehörte er dem 8. Revisionssenat an. Hiernach war er Mitglied des für das Recht des öffentlichen Dienstes zuständigen 2. Revisionssenates und des für das Wirtschaftsverfassungsrecht, Wirtschaftsverwaltungsrecht, des Rechts der Freien Berufe, das Gesundheitsrecht sowie des Staatsangehörigkeits- und Ausländerrecht zuständigen 1. Revisionssenates. 1971 wurde Oppenheimer Senatsvorsitzender des für das öffentliche Baurecht zuständigen 4. Revisionssenates und im März 1980 Vizepräsident des Bundesverwaltungsgerichtes. 1986 wurde er mit Erreichung der Altersgrenze pensioniert.
Johannes Oppenheimer wurde durch Bundespräsident Richard von Weizsäcker mit dem Großen Verdienstkreuz mit Stern des Verdienstordens der Bundesrepublik Deutschland ausgezeichnet.